# Canton de Monteux
Le canton de Monteux  est une circonscription électorale française située dans le département de Vaucluse, en région Provence-Alpes-Côte d'Azur.

## Historique
Un nouveau découpage territorial de Vaucluse entre en vigueur à l'occasion des premières élections départementales suivant le décret du 25 février 2014. Les conseillers départementaux sont, à compter de ces élections, élus au scrutin majoritaire binominal mixte. Les électeurs de chaque canton élisent au Conseil départemental, nouvelle appellation du Conseil général, deux membres de sexe différent, qui se présentent en binôme de candidats. Les conseillers départementaux sont élus pour 6 ans au scrutin binominal majoritaire à deux tours, l'accès au second tour nécessitant 12,5 % des inscrits au 1er tour. En outre la totalité des conseillers départementaux est renouvelée. Ce nouveau mode de scrutin nécessite un redécoupage des cantons dont le nombre est divisé par deux avec arrondi à l'unité impaire supérieure si ce nombre n'est pas entier impair, assorti de conditions de seuils minimaux. En Vaucluse, le nombre de cantons passe ainsi de 24 à 17.
Le canton de Monteux est créé par ce décret. Il est formé de communes issues des anciens cantons de Beaumes-de-Venise (1 commune), de Carpentras-Sud (3 communes) et de Carpentras-Nord (3 communes). Il fait partie des arrondissements de Carpentras en d' Avignon. Le bureau centralisateur est situé à Monteux.

## Représentation
| Période élective | Période élective | Mandat | Mandat   | Identité         | Nuance | Nuance | Qualité                                                        |
| ---------------- | ---------------- | ------ | -------- | ---------------- | ------ | ------ | -------------------------------------------------------------- |
| 2015             | 2021             | 2015   | 2021     | Antonia Dufour   |        | DVD    | Profession rattachée à l'enseignement.                         |
| 2015             | 2021             | 2015   | 2021     | Rémy Rayé        |        | FN     | Ancien attaché parlementaire de Marion Maréchal                |
| 2021             | 2028             | 2021   | en cours | Florelle Bonnet  |        | RN     | Ancienne auxiliaire de vie, Aubignan                           |
| 2021             | 2028             | 2021   | en cours | Jean-Claude Ober |        | RN     | Ancien militaire, conseiller municipal (opposition) de Monteux |

### Résultats détaillés

#### Élections de mars 2015
À l'issue du 1er tour des élections départementales de 2015, deux binômes sont en ballottage : Antonia Dufour et Rémy Rayé (FN) avec 44,29 % des voix et Christian Gros et Isabelle Vinstock (PS) avec 21,38 %. Le taux de participation est de 55,84 % (14 454 votants sur 25 885 inscrits) contre 54,43 % au niveau départemental et 50,17 % au niveau national.
Au second tour, Antonia Dufour et Rémy Rayé sont élus avec 55,47 % des suffrages exprimés et un taux de participation de 58,98 % (7 785 voix pour 15 265 votants et 25 882 inscrits).
Antonia Dufour a quitté le FN en novembre 2018. Elle siège parmi les non-inscrits.

#### Élections de juin 2021
Le premier tour des élections départementales de 2021 est marqué par un très faible taux de participation (33,26 % au niveau national). Dans le canton de Monteux, ce taux de participation est de 34,14 % (9 235 votants sur 27 048 inscrits) contre 34,94 % au niveau départemental. À l'issue de ce premier tour, deux binômes sont en ballottage : Florelle Bonnet et Jean-Claude Ober (RN, 38,79 %) et Olivia Lalaurie et Guy Moureau (Union à gauche, 25,78 %).
Le second tour des élections est marqué une nouvelle fois par une abstention massive équivalente au premier tour. Les taux de participation sont de 34,36 % au niveau national, 38,18 % dans le département et 37,51 % dans le canton de Monteux. Florelle Bonnet et Jean-Claude Ober (RN) sont élus avec 51,25 % des suffrages exprimés (4 805 voix pour 10 145 votants et 27 045 inscrits),,.

## Composition
Le canton de Monteux est composé de sept communes entières.
| Nom                             | Code Insee | Intercommunalité            | Superficie (km2) | Population (dernière pop. légale) | Densité (hab./km2) | Modifier                                    |
| ------------------------------- | ---------- | --------------------------- | ---------------- | --------------------------------- | ------------------ | ------------------------------------------- |
| Monteux (bureau centralisateur) | 84080      | CA Les Sorgues du Comtat    | 39,02            | 13 159 (2022)                     | 337                | modifier les données · modifier les données |
| Althen-des-Paluds               | 84001      | CA Les Sorgues du Comtat    | 6,40             | 2 881 (2022)                      | 450                | modifier les données · modifier les données |
| Beaumes-de-Venise               | 84012      | CA Ventoux-Comtat Venaissin | 18,89            | 2 428 (2022)                      | 129                | modifier les données · modifier les données |
| Caromb                          | 84030      | CA Ventoux-Comtat Venaissin | 17,98            | 3 469 (2022)                      | 193                | modifier les données · modifier les données |
| Entraigues-sur-la-Sorgue        | 84043      | CA Grand Avignon            | 16,57            | 8 888 (2022)                      | 536                | modifier les données · modifier les données |
| Saint-Hippolyte-le-Graveyron    | 84109      | CA Ventoux-Comtat Venaissin | 4,94             | 170 (2022)                        | 34                 | modifier les données · modifier les données |
| Sarrians                        | 84122      | CA Ventoux-Comtat Venaissin | 37,49            | 5 834 (2022)                      | 156                | modifier les données · modifier les données |
| Canton de Monteux               | 8410       |                             | 141,29           | 36 829 (2022)                     | 261                | modifier les données                        |

## Démographie
En 2022, le canton comptait 36 829 habitants, en évolution de +2,58 % par rapport à 2016 (Vaucluse : +1,73 %, France hors Mayotte : +2,11 %).
| 2013   | 2018   | 2022   |
| ------ | ------ | ------ |
| 34 415 | 36 297 | 36 829 |